# Georg Baum
Georg Baum (ur. 6 marca 1796 w Elblągu – zm. 24 lutego 1844 w Gdańsku) – niemiecki kupiec, amerykański urzędnik konsularny.

## Życiorys
Syn Samuela Gottlieba Bauma (1752–1822), kupca. W Gdańsku przebywał od 1819. Współwłaściciel spółki handlu zbożem Gebrüder Baum (1821-). Współorganizator Korporacji Kupców (Die Korporation der Kaufmannschaft zu Danzig) (1822). Był gdańskim radnym (1823–1826, 1932-), następnie przewodniczącym Rady Miejskiej (1835–1841). Jednocześnie piastował godność agenta konsularnego Stanów Zjednoczonych Ameryki w Gdańsku (1839-1843). Pochowany na gdańskim cmentarzu Zbawiciela na Zaroślaku.